# Eemil Hynninen
Eemil Hynninen (né le 15 mars 1882 à Joroinen et mort le 9 octobre 1947 à Helsinki) est un homme politique finlandais,. 

## Biographie
Eemil Hynninen représente la Finlande à l'Institut international d'agriculture à Rome de 1924 à 1927, est le directeur général de l'association Pellervo de 1928 à 1936 et le directeur   d'Alkoholiliike Oy de 1937 à 1939, jusqu'à ce qu'il en devienne le directeur général en 1940.
Eemil Hynninen est aussi, entre autres, vice-président de la Fédération des petits agriculteurs et membre du conseil d'administration d'Yleisradio et de la compagnie d'assurance Salama, ainsi que membre du conseil de surveillance du Fonds central de prêt des coopératives.

## Carrière politique
Eemil Hynninen est ministre des Affaires sociales du gouvernement Kivimäki (14.12.1932-31.12.1935)	et ministre des Transports du gouvernement Sunila I (17.12.1927-22.12.1928).

## Publications
Eemil Hynninen a publié des ouvrages sur les conditions rurales, l'agriculture et les coopératives agricoles, et à la suite de nombreuses années de travail, une vaste dissertation critique: Uskontomme historiallisena ilmiönä ja sen perusarvot (1945).

### Ses écrits
- Jokelan perheen tulevaisuus. Henkivakuutus Oy Salama, Lahti 1917
- Maataloustyöväenkysymys lähinnä tulevana satokautena. Elintarviketuotannon edistäminen, n:o 9. Helsinki 1919
- Tarvitseeko maataloustuotantomme tullisuojelusta? Maataloustuottajain keskusliiton julkaisuja 2. Helsinki 1919
- Pienviljelijät ja maataloustuottajain keskusliitto. Maataloustuottajain keskusliiton julkaisuja 11. Kerava 1921
- Eri elinkeinojemme tuotantokyvystä ja keskinäisestä suhteesta,  Emil Hynninen ja Salamon Levämäki. Kotimaisen viikon keskustoimikunta, Helsinki 1922
- Viljantuotannon nykyinen tila ja toimenpiteet viljantuotannon turvaamiseksi. Maatalousministeriön julkaisuja 3. Helsinki 1923
- Ulkotyöväen palkkasuhteen kehitys Suomen suurimmissa kaupungeissa 19 vuosisadalla ennen elinkeinovapautta. Taloustieteellisiä tutkimuksia 30. Kansantaloudellinen yhdistys, Helsinki 1924
- Etelä-Saksan valtioiden maatalouskamarit ja niiden vaikutus maatalouden kehitykseen: raportti, jonka valtion Roomassa oleva maatalousasiamies Eemil Hynninen on lähettänyt Maatalousministeriölle. Maatalousministeriön julkaisu 6. Helsinki 1925
- Säästövarat osuuskassoihin: lujittamaan maalaisväestön taloudellista asemaa. Pellervo-seura, Helsinki 1931
- (fi) Uskontomme historiallisena ilmiönä ja sen perusarvot [« sur le phénomène historique de notre religion et ses valeurs fondamentales »], Tammi, 1945
- Maalaiselämän peruskysymyksiä. Pellervo-seura, Helsinki 1946